# Kalciumdivätefosfat
Kalciumdivätefosfat, även kallat monokalciumfosfat, är ett salt av kalcium och fosforsyra med formeln Ca(H2PO4)2.
Som livsmedelstillsats har kalciumdivätesulfat E-nummer E450.

## Framställning
Kalciumdivätefosfat tillverkas genom att kalciumfosfat (Ca3(PO4)2) behandlas med fosforsyra (H3PO4).
{\displaystyle {\rm {Ca_{3}(PO_{4})_{2}+4\ H_{3}PO_{4}\rightarrow 3\ Ca(H_{2}PO_{4})_{2}}}}

## Framställning av superfosfat
Vid tillverkning av konstgödselmedlet superfosfat används svavelsyra (H2SO4) får man en blandning av kalciumdivätefosfat och kalciumsulfat.
{\displaystyle {\rm {Ca_{3}(PO_{4})_{2}+2\ H_{2}SO_{4}\rightarrow 2\ CaSO_{4}+Ca(H_{2}PO_{4})_{2}}}}
Nästan alltid används råfosfat(fosforit eller apatit) i stället för ren kalciumfosfat. På 1800-talet användes benmjöl.
Vid tillverkning av dubbelsuperfosfat användes istället för svavelsyra en blandning av svavelsyra och fosforsyra.
Vid tillverkning av trippelsuperfosfat användes istället för svavelsyra fosforsyra.

## Användning och tillverkning
Superfosfat har sedan 1850-talet använts som konstgödningsmedel i Sverige. Fabriker fanns i bland annat Stockholm, Limhamn och Landskrona. År 1928 tillverkades ca 243 000 ton superfosfat i Sverige.
Några superfosfatfabriker som funnits i Sverige:
- Stockholms Superfosfat Fabriks AB
- Skånska Superfosfat- och Svafvelsyrefabriks AB